# Werner von der Schulenburg-Burgscheidungen
Georg Ludwig Werner Graf von der Schulenburg, Herr auf Burg- und Kirchscheidungen (* 9. Juni 1836 in Leipzig; † 8. April 1893 in Nervi) war ein preußischer Großgrundbesitzer und Mitglied des Preußischen Herrenhauses.

## Herkunft und familiäres Umfeld
Georg Ludwig Werner von der Schulenburg war Angehöriger des von dem Ritter Bernhard von der Schulenburg (1302–1341) begründeten Weißen Stammes seines weitverzweigten Geschlechtes aus altmärkischem Uradel. Er stammte aus dem von dem Grafen Levin Friedrich von der Schulenburg (1738–1801) begründeten Zweig Burgscheidungen der II. Linie des Weißen Stammes, dem das Fideikommissgut Burg- und Kirchscheidungen im Kreis Querfurt im heutigen Sachsen-Anhalt bis zur 1945 in der damaligen Sowjetischen Besatzungszone erfolgten Enteignung durch die Bodenreform gehörte.

## Leben

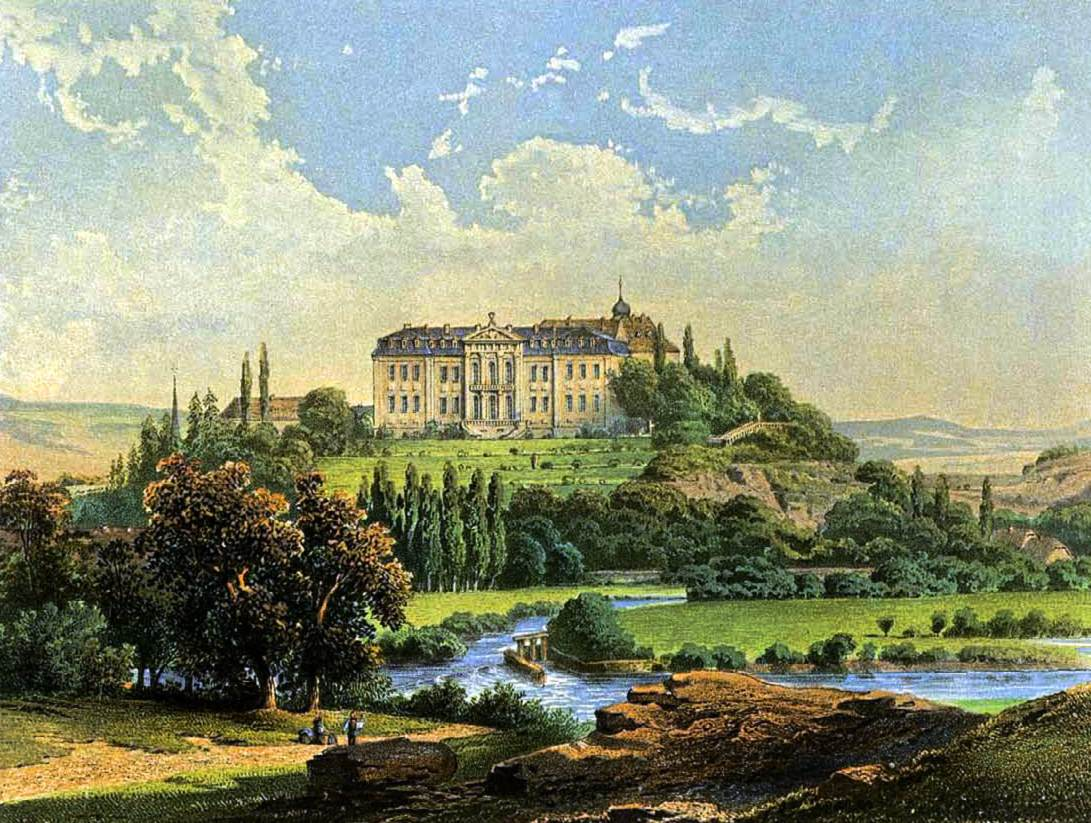
Schloss Burgscheidungen um 1860, Sammlung Alexander Duncker

Werner von der Schulenburg studierte an der Ruprecht-Karls-Universität Heidelberg. 1856 wurde Mitglied des Corps Saxo-Borussia Heidelberg. Bevor er die Fideikommissgüter Burg- und Kirchscheidungen und das Gut Branderode im Kreis Querfurt von seinem Vater übernahm, diente er in der preußischen Armee, aus der er aber schon als Oberleutnant wieder ausschied. Er wurde preußischer Kammerherr und war als evangelischer Adliger als Rechtsritter des Johanniter-Ordens neben der Bewirtschaftung seines umfangreichen Grundbesitzes auch mit karitativen Aufgaben befasst. Da er sich auch in agrarpolitischen Fragen engagierte, entsandten ihn die Grundbesitzer der Region Ostthüringen 1872 in das Preußische Herrenhaus, dessen Mitglied er bis zu seinem Ableben blieb.
Werner von der Schulenburg war seit der am 9. März 1876 in Filehne erfolgten Eheschließung mit der Gräfin Henriette von der Schulenburg (1856–1937) verheiratet. Das Paar hatte zwei Söhne und eine Tochter, die mit Leopold von Kleist, dem preußischen Minister, verheiratet war.
Der älteste Sohn von Werner von der Schulenburg-Burgscheidungen, Adelbert Karl Werner Graf von der Schulenburg, heiratete am 6. Juli 1912 Elisabeth Margarete Gräfin von der Schulenburg (* 8. Juli 1892 in Ippenburg; † 30. Januar 1976 in Berlin), eine Tochter von Werner-Karl-Hermann Graf von der Schulenburg-Wolfsburg. Kinder aus der Ehe: Rose Renate, Gabriele, Elisabeth, Asta Gisela und Adelheid. Diese Ehe wurde 1927 geschieden. Elisabeth heiratete 1928 den Naumburger Fotografen und Bildkünstler Prof. Walter Hege und zog mit ihm nach Weimar. Ihre Kinder aus zweiter Ehe: Reglindis Maria und Ursula Ingeborg Hege.